# Telus Corporation
Telus Corporation (TSX: T

) er en canadisk it- og telekommunikationsvirksomhed, der er baseret i Vancouver, British Columbia. Det er moderselskab for Telus Communications, Telus Mobility, Telus Health, Telus Agriculture og Telus International. De har 108.500 ansatte (2023).
Virksomheden blev etableret i 1990 i forbindelse med en privatiseringsproces i Alberta Government Telephones.